# Бирд, Джессика
Джессика Бирд (англ. Jessica Beard; род. 8 января 1989) — американская легкоатлетка, которая специализируется в спринтерских дисциплинах, многократная чемпионка мира в эстафетном беге.

## Биография
На чемпионате мира-2019 спортсменка завоевала два «золота»: в женской эстафете 4×400 метров и в смешанной эстафете 4×400 метров. В забеге смешанных эстафетных соревнований стала соавтор (вместе с Тайреллом Ричардом, Жасмин Блокер и Оби Игбокве) первого в истории мирового рекорда в смешанной эстафете 4×400 метров (3.12,42). Этот рекорд продержался один день. На следующий день, в финале дисциплины, американский квартет в составе Уилберта Лондона, Эллисон Феликс, Кортни Около и Майкла Черри, превзойдя это достижение почти на 3 секунды (3.09,84).